# Mali Dorohostaii, Mlîniv
Mali Dorohostaii (în ucraineană Малі Дорогостаї) este localitatea de reședință a comunei Mali Dorohostaii din raionul Mlîniv, regiunea Rivne, Ucraina.

## Demografie
Componența lingvistică a localității Mali Dorohostaii
     Ucraineană (99,65%)
     Alte limbi (0,23%)
Conform recensământului din 2001, majoritatea populației localității Mali Dorohostaii era vorbitoare de ucraineană (99,65%), existând în minoritate și vorbitori de alte limbi.